# Pietroșița
Pietroșița là một xã thuộc hạt Dâmbovița, România. Dân số thời điểm năm 2002 là 3338 người.